# Czemery 1
Czemery 1 (biał. Чамяры 1, Czamiary 1; ros. Чемери 1, Czemieri 1) – wieś na Białorusi, w obwodzie brzeskim, w rejonie kamienieckim, w sielsowiecie Rzeczyca, nad Leśną Lewą, przy granicy Parku Narodowego „Puszcza Białowieska”.
Współcześnie w skład miejscowości wchodzi także dawna wieś Podrzeczany.

## Historia
W XIX i w początkach XX w. należący do hr. Grabowskich majątek ziemski Czemery oraz wieś Podrzeczany położone były w Rosji, w guberni grodzieńskiej, w powiecie brzeskim, w gminie Dworce.
W dwudziestoleciu międzywojennym wsie Czemery i Podrzeczany leżały w Polsce, w województwie poleskim, w powiecie brzeskim, do 12 kwietnia 1928 w gminie Dworce, następnie w gminie Kamieniec Litewski. W 1921 Czemery liczyły 164 mieszkańców, zamieszkałych w 27 budynkach, w tym 163 Białorusinów i 1 Polaka. Wszyscy mieszkańcy byli wyznania prawosławnego. Podrzeczany liczyły zaś 120 mieszkańców, zamieszkałych w 25 budynkach, wyłącznie Białorusinów wyznania prawosławnego.
Po II wojnie światowej w granicach Związku Sowieckiego. Od 1991 w niepodległej Białorusi.